# Mikhaïl Simonov
Pour les articles homonymes, voir Simonov.
Mikhaïl Petrovitch Simonov (en russe : Михаил Петрович Симонов), né le 19 octobre 1929 à Rostov-sur-le-Don et mort le 4 mars 2011 à Moscou, est un ingénieur aéronautique russe. Il a occupé à partir de 1983 le poste de concepteur en chef chez le constructeur aéronautique Soukhoï. Il a participé à la création de certains des appareils les plus connus de l'avionneur tels que le bombardier Su-24, l'avion d'attaque au sol Su-25 et la série des chasseurs Su-27 ainsi que des avions de voltige.

## Biographie
Mikhaïl Simonov nait le 19 octobre 1929 à Rostov-sur-le-Don dans une famille d'enseignants. En 1947, il entre à l'Institut polytechnique de Novotcherkassk, l'une des plus importantes écoles techniques d'enseignement supérieur d'Union soviétique. Il se spécialise dans la conception et l'ingénierie et remporte une prestigieuse bourse Staline. En 1951, il rejoint l'Institut aéronautique de Kazan. Diplômé en 1954 il reste à l'institut où il devient ingénieur en chef. Il fonde ensuite un aéroclub où il présente et fait voler le premier planeur soviétique entièrement métallique.
En 1969, il est transféré à Moscou en tant qu'ingénieur en chef adjoint du bureau d'études de Taganrog puis en 1970 pour Soukhoï. Il dirige ensuite le développement du bombardier Su-24, de l'avion d'attaque au sol Su-25 et du chasseur Su-27. En 1979, à la suite d'un désaccord avec le chef du design chez Soukhoï, Simonov rejoint le ministère de l'aviation en tant que vice-ministre des sciences et des nouvelles technologies où il participe à la création de systèmes de combat aériens. En 1981 il est envoyé en Afghanistan pour fournir une assistance technique aux Su-25. Puis à partir de 1983 il devient concepteur en chef chez Soukhoï et continue le développement de la famille Su-27. De 1995 à 1999, il occupe le poste de Chief executive officer de la compagnie.
Après la chute de l'Union soviétique et la diminution des commandes d'État, Simonov joue un rôle majeur dans la conclusion de contrats lucratifs à l'exportation, permettant à la compagnie de se maintenir à flot.
Il meurt le 4 mars 2011 à Moscou des suites d'une longue maladie. Il est enterré le 6 mars au cimetière Novodievitchi de Moscou.

## Décorations
Simonov reçoit en 1974 le prix Lénine ainsi que la Médaille d'or Shikhov et est décoré de l'ordre du Drapeau rouge du Travail. En 1999 il est fait héros de la fédération de Russie. Il a aussi reçu deux autres prix d'État pour les Su-26 et Su-27.
Il est par ailleurs membre de plusieurs institutions dont l'Académie de l'aviation russe et des académies d'ingénierie russe et internationale.